# Коза-дереза (казка)
«Коза-дереза»  — українська народна казка; сюжет поширений в східних слов'ян; належить до раннього фольклорного циклу казок про тварин.

## Сюжет

### Основний сюжет
У чоловіка (діда) є Коза, пасти яку він щодня відряджає своїх синів. Щоразу, коли ті повертаються, чоловік запитує «Кізонько моя мила, кізонько моя люба! Чи ти пила, чи ти їла?» Коза відповідає, що її не годували. Розгніваний чоловік проганяє цього сина і наступного дня шле іншого сина пасти козу. Історія повторюється, поки синів не лишається.
Тоді чоловік іде пасти Козу сам. Дорогою назад він обганяє Козу і вкотре запитує в неї «Кізонько моя мила, кізонько моя люба! Чи ти пила, чи ти їла?». Коза знову бреше, чоловік розуміє, що вона обманювала його, та збирається її зарізати. Козі вдається вирватися та втекти.
Коза ховається в хатці Зайчика. Коли Зайчик допитується хто вона, коза відповідає: «Я, Коза-дереза, за три копи куплена, півбока луплена! Тупу-тупу ногами, сколю тебе рогами, ніжками затопчу, хвостиком замету, — тут тобі й смерть». Злякавшись, Зайчик боїться повертатися додому. Його зустрічає Ведмідь і обіцяє вигнати козу.
Ведмідь приходить в Зайчикову хатку, де Коза повторює погрозу. Ведмідь також лякається і тікає. Потім він зустрічає Рака. Рак не боїться Кози, приходить у хатку, а на погрозу відповідає: «А я, рак-неборак, як ущипну, — буде знак!» Він щипає Козу, вона тікає з хатки, а Зайчик повертається в своє житло.

### Варіації
Відомо 27 українських варіантів казки, 30 російських і 9 білоруських. Подібні казки існують у болгарів і чехів. Мотив лупленої кози поширений по Європі, причому в італійських, португальських і французьких варіантах Коза вбиває хазяїна.
- В одному з українських варіантів дід посилає синів пасти Козу, а потім через брехню Кози убиває їх, а також бабу. В кінці Коза, злякавшись співу Півника, падає на підлогу та розбивається насмерть[4].
- У білоруському варіанті дід дочку «під піч підкинув, ступою закотив, сковородою завісив»[5].
- В іншому варіанті дід купує Козу та посилає онуку пасти її. Коли Коза бреше, що її не годували, дід б'є онуку по голові кийком та ховає під коритом. Далі сюжет звичайний, але в фіналі Зайчик і Півень починають жити у звільненій хатці разом. Дід потім ловить Козу та зарізає її, і разом з бабою та онукою їсть її м'ясо.
- В одному російському варіанті Коза-дереза живе в лісі в хатці. До неї приходять Баран, Півень і Бик. Кожен з гостей розповідає погрозу, що змушує Козу впустити їх. Останнім приходить Ведмідь. Але йому вже не лишається місця, він вдаряє по хатці і вона розвалюється (подібно на казку «Рукавичка» чи «Теремок»).
- В іншому російському варіанті простий чоловік або пан посилає пасти Козу дочок або слуг. З хатинки Козу виганяє співом Півень (Кочут), або жалить Бджола.
- Ще один варіант стверджує, що Коза виганяє дідка з хатки на курячих ніжках. Дідок жаліється Зайцеві, той лякається погроз Кози, але Бджола все ж виганяє Козу, вжаливши її.
- В деяких варіантах конкретно вказується, що хазяїн здер з Кози половину шкури, тому вона «півбока луплена».
- У хазяїна є дочка («дівка»), яку він потім шмагає і проганяє через брехню Кози. Потім так само шмагає і проганяє дружину. Далі казка продовжується за звичайним сюжетом[6].Поштова марка. 2003 рік

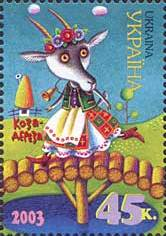
Поштова марка. 2003 рік

## Значення імені «Коза-дереза»

Обкладинка книги «Коза-дереза» із серії «Кращі українські казки», видавництво «Школа», 2018 рік

Українське слово «дереза» означає надокучливу людину чи сварку. Олександр Афанасьєв-Чужбинський трактував слово «дереза» як «задирака, капризна». Макс Фасмер вважав, що «дереза» — це «та, що сіє розбрат». Михайло Пришвін вважав, що первісна форма імені Кози — «Коза — дери глаза». Тобто, її ім'я містить заклик «продрати очі», дивитися уважно. Дерезою в українській мові також називається кущ, який зростає в посушливих умовах.
У російських варіантах Коза називається Коза-стрекоза, Коза-борза, Коза-тарата, Коза-нірйоза. В білорусів — Коза-манюка, Коза-дорота.
Коза характеризується як «луплена» — «сильно побита», «обчищена», «з зідраною шкурою», що трактується похідним від «лупа» чи «лупъ» — «шкіра, шкура». Також трапляється російський варіант «рухлена» — яка рушить, руйнує. В білорусів Коза буває «порота». Коза-борза означає «швидка». Коза-манюка — обманщиця, брехуха.

## Символізм
Український фольклорист Віктор Давидюк відносив казку «Коза-дереза» до ритуально-тотемістичних казок, які первісно супроводжували мисливські ритуали. Рак тут демонструє володіння магічним замовлянням («А я рак-неборак, як ущипну, — буде знак!»), яке долає замовляння Кози-дерези («Я коза-дереза, за три копи куплена, півбока луплена! Тупу-тупу ногами…»), котрому не можуть протистояти могутні звірі. При цьому ж казці не можна приписувати суто мисливське походження, бо її головний персонаж — це свійська коза. Час її виникнення слід відносити до доби мисливсько-рільничого господарства. Конфлікт між одомашненими та дикими тваринами будується як відновлення порядку, де дикі тварини мають свій дім, а свійські — свій.

## Джерело
- Коза-дереза. Українська народна казка [Архівовано 5 Червня 2020 у Wayback Machine.] / [Електронний ресурс]. — Дерево Казок [Архівовано 10 Березня 2020 у Wayback Machine.]

## Подібні казки
- Коза, що роги — мов коса — інгуська казка [Архівовано 5 Червня 2020 у Wayback Machine.] // переклад Бузько Т. П.
- Коза Дорота — білоруська казка [Архівовано 5 Червня 2020 у Wayback Machine.] // переклад Малик Р. Д.